# Regeringen Tanner
Regeringen Tanner var Republiken Finlands 14:e regering där Miina Sillanpää var den första kvinnliga regeringsmedlemmen i Finlands historia som biträdande socialminister. Regeringen var en socialdemokratisk minoritetsregering där alla ministrarna kom från ett och samma parti. Ministären regerade i 370 dagar från 13 december 1926 till 17 december 1927.
| Befattning                                                | Befattningshavare | Befattningshavare | Tillträdde       | Avgick           | Parti              |
| --------------------------------------------------------- | ----------------- | ----------------- | ---------------- | ---------------- | ------------------ |
| Statsminister                                             |                   | Väinö Tanner      | 13 december 1926 | 17 december 1927 | Socialdemokraterna |
| Utrikesminister                                           |                   | Väinö Voionmaa    | 13 december 1926 | 17 december 1927 | Socialdemokraterna |
| Justitieminister                                          |                   | Väinö Hakkila     | 13 december 1926 | 17 december 1927 | Socialdemokraterna |
| Inrikesminister                                           |                   | Rieti Itkonen     | 13 december 1926 | 12 april 1927    | Socialdemokraterna |
| Inrikesminister                                           |                   | Olavi Puro        | 29 april 1927    | 17 december 1927 | Socialdemokraterna |
| Försvarsminister                                          |                   | Kaarlo Heinonen   | 17 november 1926 | 13 december 1927 | Socialdemokraterna |
| Finansminister                                            |                   | Hannes Ryömä      | 17 november 1926 | 13 december 1927 | Socialdemokraterna |
| Undervisningsminister                                     |                   | Julius Ailio      | 13 december 1926 | 17 december 1927 | Socialdemokraterna |
| Jordbruksminister                                         |                   | Mauno Pekkala     | 13 december 1926 | 17 december 1927 | Socialdemokraterna |
| Minister för kommunikationsväsendet och allmänna arbetena |                   | Wäinö Wuolijoki   | 13 december 1926 | 15 november 1927 | Socialdemokraterna |
| Minister för kommunikationsväsendet och allmänna arbetena |                   | Johan Helo        | 15 november 1927 | 17 november 1927 | Socialdemokraterna |
| Handels- och industriminister                             |                   | Väinö Hupli       | 13 december 1926 | 17 december 1927 | Socialdemokraterna |
| Socialminister                                            |                   | Johan Helo        | 13 december 1926 | 15 november 1927 | Socialdemokraterna |
| Socialminister                                            |                   | Matti Paasivuori  | 15 november 1927 | 17 december 1927 | Socialdemokraterna |
| Biträdande socialminister                                 |                   | Miina Sillanpää   | 13 december 1926 | 17 december 1927 | Socialdemokraterna |
| Minister utan portfölj                                    |                   | Matti Paasivuori  | 13 december 1926 | 15 november 1927 | Socialdemokraterna |